# Peter Reynolds (Schwimmer)
Peter Askin Reynolds (* 2. Januar 1948; † 1. Mai 2012) war ein australischer Schwimmer. Er gewann bei Olympischen Spielen eine Bronzemedaille und bei Commonwealth Games vier Goldmedaillen.

## Sportliche Karriere
Bei den Olympischen Spielen 1964 in Tokio schwamm Peter Reynolds als einziger Australier ins Finale über 200 Meter Rücken und belegte den achten Platz. In der 4-mal-100-Meter-Lagenstaffel erreichten Peter Reynolds, Peter Tonkin, Kevin Berry und David Dickson den Endlauf mit der siebtschnellsten Vorlaufzeit. Im Finale siegte die US-Staffel vor den Deutschen und der australischen Staffel mit Reynolds, Ian O’Brien, Berry und Dickson.
Bei den British Empire and Commonwealth Games 1966 in Kingston, Jamaika, gewann Reynolds über 110 Yards Rücken, über 220 Yards Rücken und über 440 Yards Lagen jeweils vor dem Kanadier Ralph Hutton. Die 4-mal-220-Yards-Freistilstaffel mit David Dickson, Peter Reynolds, Robert Windle und Michael Wenden hatte über 15 Sekunden Vorsprung auf die Kanadier.